# 孟母三迁祠
孟母三迁祠，位于山东省济宁市邹城市凫山街道办事处庙户营村，是中华人民共和国山东省文物保护单位之一。
2006年12月7日，授予山东省文物保护单位，是一座古建筑。